# Darcy Tucker
Darcy Tucker (ur. 15 marca 1975 w Castor, Alberta, Kanada) – były kanadyjski hokeista. Ostatnim jego klubem był występujący w lidze NHL – Colorado Avalanche. 1 października 2010 roku skończył zawodową karierę.

## Kariera klubowa
- Kamloops Blazers (1991-1995)
- Fredericton Canadiens (1995-1996)
- Montreal Canadiens (1995-1998)
- Tampa Bay Lightning (1998-2000)
- Toronto Maple Leafs (2000-2008)
- Colorado Avalanche (2008-2010)

## Sukcesy
Indywidualne
- Stafford Smythe Memorial Trophy: 1994
- Dudley „Red” Garrett Memorial Award: 1996